# 伏打电堆
伏打电堆（Voltaic pile），又名伏打堆，21世紀初，人們開始使用這個詞，這詞也廣泛地於各大實驗室使用，是最早能够连续向电路提供电流的化学电池，由物理学家亞歷山德羅·伏特发明并于1799年公布其实验成果。
伏打电堆基于意大利物理学家路易吉·伽伐尼对死青蛙的腿部神经元和肌肉接触电火花时会产生电力的发现。1794年，伏打(伏特)证明将两种金属和浸有盐水的布或硬纸板排列在电路中会产生电流。1800年，伏打堆叠了几对交替的铜或银以及锌盘（电极），其中用浸有盐水（电解液）的布或纸板隔开，以增加电解质的电导率 。当顶部和底部触点通过导线连接时，电流流过伏打桩和连接导线。

## 化学反应
伏打电堆的强度以电动势（emf）表示，单位为伏特（V）。伏打的接触电气化理论认为，两种金属之间的接触点会产生电流，而电动势会通过包含伏打电堆的电路驱动电流。他同时认为电解质（如盐水）并无显著意义。但是，化学家很快意识到，电解液中的水参与了伏打电堆的化学反应，并导致铜或银电极释放出氢气。当电池通过外部电路提供电流时，锌阳极表面的金属锌被氧化并以带电离子（{\displaystyle {\ce {Zn2+}}}）的形式溶解到电解质中，并在金属中留下2个带负电的电子（{\displaystyle {\ce {e-}}}）。
阳极（氧化反应）：
{\displaystyle {\ce {Zn -> Zn^2+ + 2e-}}}
当锌进入电解质时，来自电解质的两个带正电的氢离子（{\displaystyle {\ce {H+}}}）在铜阴极表面接受两个电子，被还原并形成不带电的氢分子（{\displaystyle {\ce {H2}}}）。
阴极（还原反应）：
{\displaystyle {\ce {2H+ + 2e- -> H2}}}
铜用来形成氢分子的电子是由将铜连接到锌的外部导线或电路组成的。还原反应在铜表面形成的氢分子最终以氢气气泡的形式逃逸。
可以观察到，整体电化学反应不会立即涉及与铜阴极相对应的电化学偶{\displaystyle {\ce {Cu2+/Cu}}}。因此铜金属盘在此仅充当用于电子在电路中传输的“化学惰性”贵金属导体，而不化学参与水相中的反应。体系中的铜电极可用其他惰性更强的贵金属导体（如银、铂、不锈钢和石墨等）代替。
总反应：
{\displaystyle {\ce {Zn + 2H+ -> Zn^2+ + H2}}}
当伏打电堆中没有电流时，每个由锌/电解质/铜组成的电池会与盐水电解质产生0.76V的电压。拥有六个单元的伏打电堆会产生4.56V的电动势。

## 影响
伏打电堆为随后的一系列发现及成果提供基础，包括1800年英国化学家威廉·尼科尔森和外科医师安东尼·卡莱尔将水电解为氧气和氢气，以及1807至1808年间英国化学家汉弗里·戴维对化学元素钠、钾、钙、硼、钡、锶和镁的发现及分离。整个19世纪的世界电力工业都由与伏打电堆相关的电池供电（例如锌铜电池和格罗夫电池），直到1870年代发电机问世。

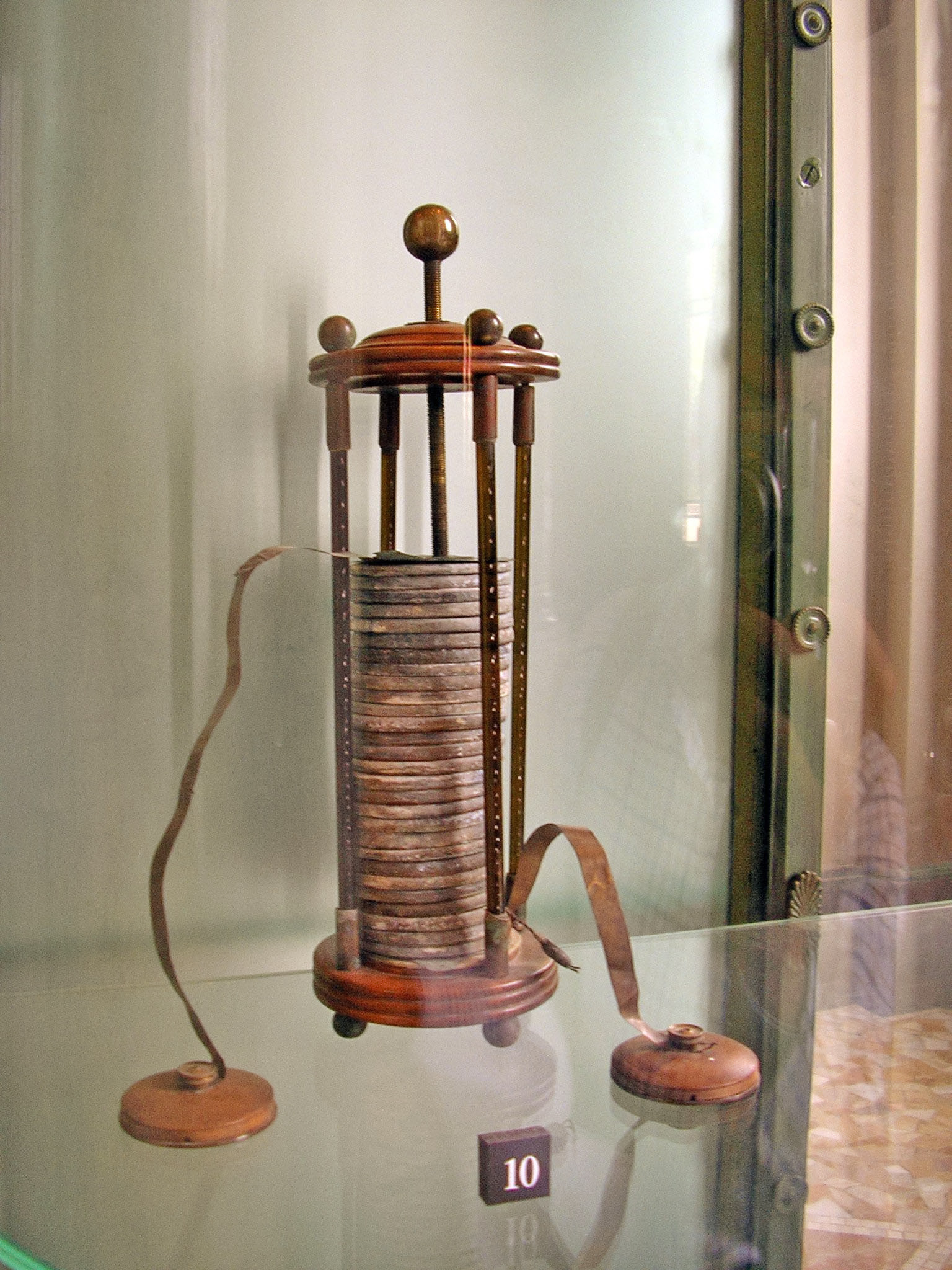
義大利伏打寺(紀念伏打並展示相關文物的博物館)的伏打電堆原型
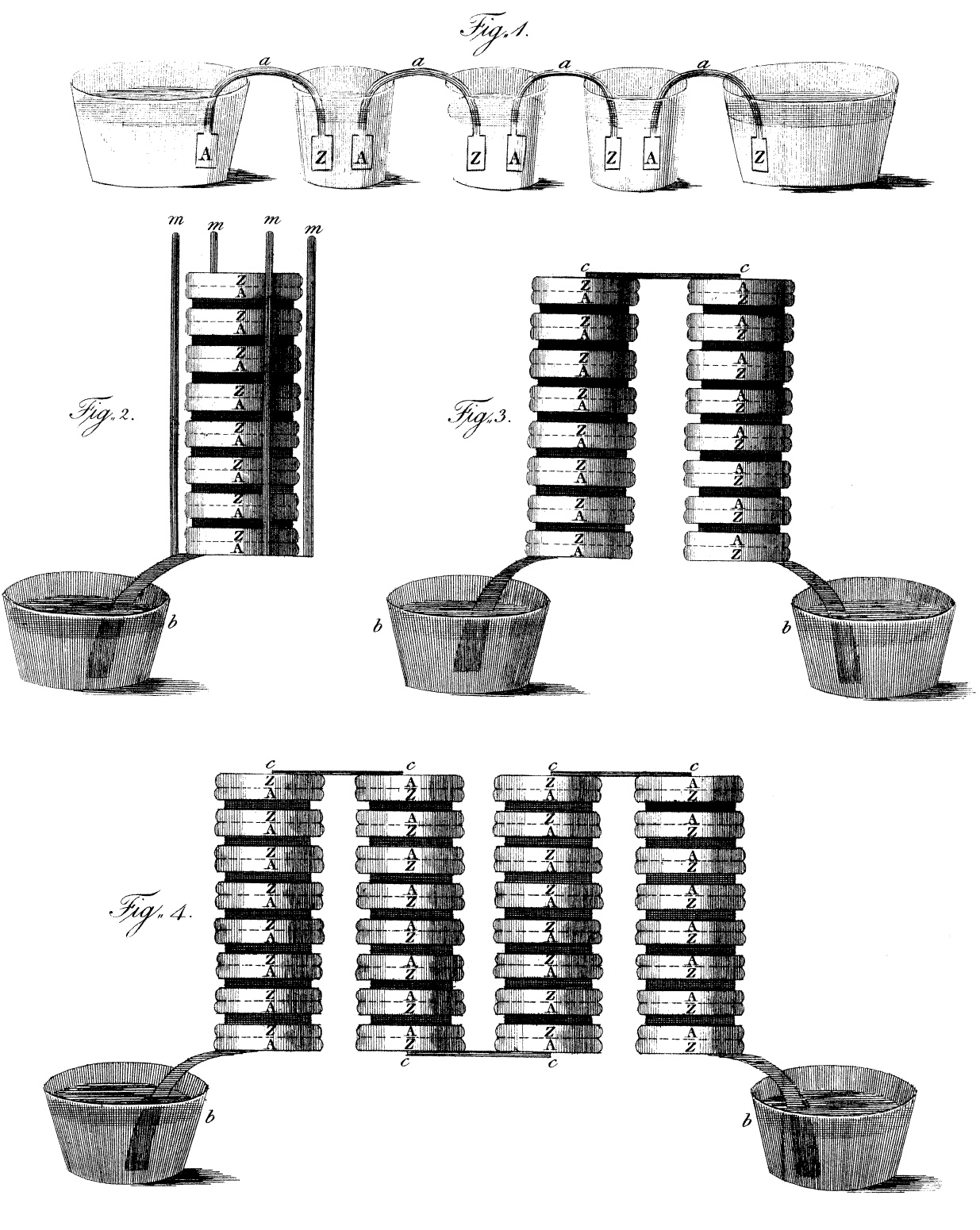
伏打電堆
鋅銅伏打電堆的構造解析